# Калинов, Василий Васильевич
Василий Васильевич Калинов (27 декабря 1948, Балашиха, Московская область, СССР — 19 января 1996) — советский футболист, полузащитник. С 1996 года считается без вести пропавшим в Балашихе.

## Карьера
Воспитанник команды «Машиностроитель» (Балашиха). В конце 60-х эту команду тренировал бывший вратарь московского «Спартака» Владимир Чернышёв. В 1968, на одном из товарищеских матчей «Машиностроителя» с московским «Спартаком», Калинова присмотрел главный тренер спартаковцев Никита Симонян. Пик успеха футболиста пришёлся на 1969—1972 годы. В «Спартаке» Калинов стал играть на позиции опорного хавбека в основном составе. В 1969 году он стал чемпионом СССР, а спустя два года, в 1971, взял Кубок СССР. Считался одним из самых талантливых игроков, дважды входил в число 33 лучших футболистов СССР по итогам сезона.
В дальнейшем у Калинова стали замечаться проблемы со спортивным режимом. Частое употребление алкогольных напитков и приход на тренировки в нетрезвом виде оказали влияние на его дальнейшую судьбу. К концу 1972 года за постоянные загулы его отчислили из команды, а затем он угодил в войсковую часть. В итоге блестяще начавшаяся карьера молодого футболиста быстро закончилась. В качестве военнослужащего выступал за смоленский футбольный клуб «Искра» (вторая лига).
В 1975 вернулся в родной клуб «Машиностроитель». В 1977 году играл за команду города Татарбунары (Одесская область).
Позже работал плавильщиком, грузчиком. Был женат. Супруга вместе с ребёнком уехала от него на Украину.
Последние годы практически нигде не работал, перебивался случайными заработками. Числится пропавшим без вести с марта 1996 года. В справочнике «Российский футбол за 100 лет» указана дата смерти — 19 января 1996 года.

## Достижения
- Чемпион СССР: 1969
- Бронзовый призёр чемпионата СССР: 1970
- Обладатель Кубка СССР: 1971